# 중화민국 헌법
중화민국 헌법(중국어 정체자: 中華民國憲法, 병음: Zhōnghuá Mínguó Xiànfǎ)은 중화민국의 최고 기본법을 일컫는 말이다.

## 연혁

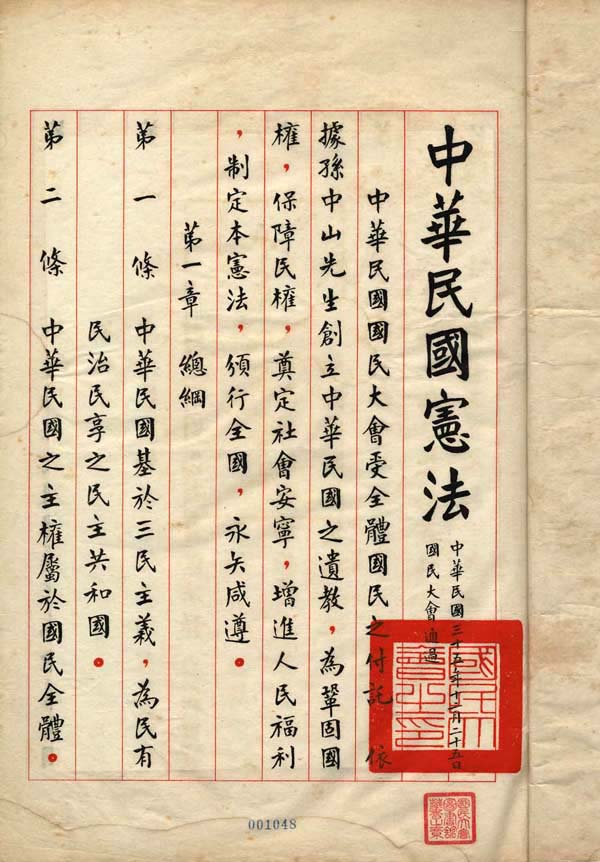
중화민국 헌법 원문

### 베이징 정부 시기
- 1912년 3월 11일: 중화민국 임시정부가 헌법에 상당하는 기본법으로서 '중화민국임시약법(中華民國臨時約法)'을 만듦.
- 1913년: 중화민국 국회에 '중화민국 임시 약법'을 기초로 한 중화민국 헌법초안이 제출된다. 그러나 위안스카이 총통이 초안에 대해서 불만을 나타내, 1914년 국회 해산까지 초안은 심의되지 않았다.
- 1914년 5월 1일: 위안스카이가 스스로가 만든 중화민국 약법을 제출함.
- 1919년 돤치루이가 정권을 장악한 후에 중화민국 헌법 초안을 새로 제출함.

### 난징 정부 시기
- 1931년 5월 5일: 국민대회에서 중화민국 훈정시기 약법이 성립됨. 이 잠정 헌법에는 삼민주의가 국가의 기본적인 이념으로 간주되고, 오권분립(행정원, 입법원, 사법원, 고시원, 감찰원)에 의한 국민정부가 조직된다.
- 1946년 12월 25일: 중화민국 헌법이 제정됨.
- 1947년 1월 1일: 중화민국 헌법이 공포됨.
- 1947년 12월 25일: 중화민국 헌법, 시행됨.[1]

### 타이베이 정부 시기
- 1991년 5월 1일:제1차 헌법개정.
- 1992년 5월 28일:제2차 헌법개정.
- 1994년 8월 1일:제3차 헌법개정.
- 1996년: 총통 직선제 실시.
- 1997년 7월 21일：:제4차 헌법개정.
- 1999년 9월 15일:제5차 헌법개정.
- 2000년 4월 25일:제6차 헌법개정.
- 2005년 6월 10일：제7차 헌법개정.

## 같이 보기
- 중화민국
- 삼민주의
- 오권분립
- 동원감란시기 임시조관 - 중화민국 타이베이 정부 시대에 일시적으로 존속한 조항